# Jean-François Charpentier de Cossigny
Pour les articles homonymes, voir Charpentier de Cossigny et Charpentier (homonymie).
Jean-François Charpentier de Cossigny est un militaire et ingénieur français né le 10 janvier 1690 à Marseille et mort le 26 juin 1780 à Lorient. 

## Biographie
Actif aux Mascareignes et en Inde, il fut en outre correspondant de l'Académie des sciences. Il est le père de Joseph-François Charpentier de Cossigny de Palma, lui aussi correspondant de la même académie.
Alors qu'il est ingénieur en chef à Besançon, en 1743 et 1745 il écrit à Réaumur au sujet de la grotte de la Glacière à Chaux-lès-Passavant dans le Doubs.